# Мармозетка Гьольді
Мармозетка Гьольді (лат. Callimico goeldii) — вид приматів родини ігрункових. Єдиний представник роду Callimico. Видовий епонім даний на честь швейцарського природодослідника Еміля Августа Гьольді (1859—1917).
Цей примат маленьких розмірів, поширений у Південній Америці, мешкає в верхів'ях басейну Амазонки в Болівії, Бразилії, Колумбії, Еквадорі та Перу.
Мармозетка має темне або темно-буре забарвлення, а шерсть на голові та хвості іноді буває червоною, білою або сріблясто-коричневою. Тіло завдовжки 20-23 см, хвіст — 25-30 см.

## Підвиди
Вид поділяють на 2 підвиди:
- C. p. pygmaea
- C. p. niveiventris